# Edwin Holt
Edwin Bissen Holt, född den 21 augusti 1873 i Winchester, Massachusetts, död den 25 januari 1946, var en amerikansk filosof och psykolog.
Holt var lärare vid Harvard University 1905-18, vid Princeton University 1926-30, och var en av medarbetarna i The New Realism (1912). Enligt Holt var verklighetens beståndsdelar i och för sig varken fysiska eller psykiska utan en "neutral mosaik". Medvetandet är det "tvärsnitt" ur denna mosaik, vilken betingas av en specifik reaktion från en organism. Teorierna beskrivs i Holts arbeten The concept of consciouness (1914) och The Freudian wish (1915). Psykologin skall enligt Holt utan rest uppgå i fysiologin, vilket beskrivs i Animal Drive and the Learning Process (1931).